# 22322 Бодензеє
22322 Бодензеє (22322 Bodensee) — астероїд головного поясу, відкритий 13 вересня 1991 року. 
Тіссеранів параметр щодо Юпітера — 3,467. 
Астероїд названо на честь Боденського озера.